# Begonya Pozo
Begoña Pozo Sánchez (Valencia, 1974)  es una profesora española de Filología Italiana en la Facultat de Filologia, Traducció i Comunicació (Universidad de Valencia) (desde 1998 y donde, actualmente, es Vicedecana de Cultura, Igualdad y Comunicación) y poeta.
Cursó en la Universidad de Valencia estudios de filología, especializándose en literatura italiana. Se doctoró en el año 2008, con la tesis: “La obra lírica de César Simón: poética del paisaje y de la conciencia”, presentada a Valencia el día 25 de enero de ese año.  Además es una activista en favor de la poesía, dedicando gran parte de su tiempo a visibilizar la poesía de otros poetas. Por ello puso en marcha el Premio de Poesía César Simón (establecido en el año 2001), el Aula de Poesía de la Universidad de Valencia (creada en el año 2002) y el Aula de la Poesía de la Universidad Politécnica de Valencia (creada entre los años 2004 y 2009). También coordina diversos talleres y festivales de poesía.
Ha publicado diversos artículos en revistas especializadas, así como ha realizado colaboraciones en más de una decena de ocasiones, y ha llevado a cabo estudios críticos sobre la obra de otros autores.
Por su parte, su obra literaria es abundante, destacando entre otras:
- El muro de la noche (Germinal, 2000),[6]
- Tiempo de sal (Edicions 96, 2004),[3]
- Poemes a la intempèrie (València, 3i4, 2011, Premio Ausiàs March 2011). Traducido posteriormente al español en la editorial chilena La Calabaza del Diablo, en 2014,[3]
- A contracor (edición bilingüe e ilustrada por Susana do Santos, en Ultramarina & Cartonera Digital, 2012),
- Llegiràs l´últim vers (plaquette ilustrada por Violeta Esparza, editada en Palma de Mallorca, 2013).
- Novunque (Vertebre romane) (edición multilingüe: original en italiano y traducido al español por Carlos Vitale, al catalán por Jaume C. Pons y Lucía Pietrelli,  al gallego por María do Cebreiro y Marco Paone, al euskera por Miren Agur Meabe y al portugués por Ángeles Lence, Amargord 2015).[7]
- Sense treva (AdiA Edicions, 2016)[8]

Como reconocimiento a su trabajo poético en el año 2010 recibió el “Premi de Poesia Senyoriu d'Ausiàs March de Beniarjo”.